# Stanley R. Hart
Stanley Robert Hart (* 20. Juni 1935 in Swampscott, Massachusetts) ist ein US-amerikanischer Geologe und Geochemiker.
Hart studierte am Massachusetts Institute of Technology mit dem Bachelor-Abschluss in Geologie 1956 und am Caltech mit dem Master-Abschluss in Geochemie 1957. 1960 wurde er am MIT in Geochemie promoviert. Danach war er ab 1961 an der Carnegie Institution in Washington D. C. in der Abteilung terrestrischer Magnetismus. 1975 bis 1989 war er Professor für Geologie und Geochemie am MIT und danach "Senior Scientist" an der Woods Hole Oceanographic Institution.
Er befasste sich mit der Anwendung von Isotopenchemie zur Altersbestimmung in der Geologie, der geochemischen Evolution von Erdmantel und ozeanischer Lithosphäre  und der Geochemie der Strontium, Neodym und Blei-Isotope in vulkanischen Gesteinen. Außerdem befasste er sich mit dem Langzeitverhalten der chemischen Zusammensetzung der Ozeane aufgrund ihrer Wechselwirkung mit der ozeanischen Kruste und der experimentellen Bestimmung fundamentaler geochemischer Eigenschaften wie Verteilungskoeffizienten zwischen Mineral und Schmelze in Silikaten und Festkörper-Diffusionsraten. Gemeinsam mit John S. Steinhart veröffentlichte er 1968 die sogenannte Steinhart-Hart-Gleichung, welche einen Zusammenhang zwischen der Temperatur und dem elektrischen Widerstand bei als Temperatursensor eingesetzten Heißleitern (NTC) beschreibt.
1992 erhielt er die Goldschmidt-Medaille der Geochemical Society, deren Präsident er 1985 bis 1987 war. Er ist Mitglied der National Academy of Sciences, der American Academy of Arts and Sciences, Fellow der European Association of Geochemistry, der Geochemical Society, der American Geophysical Union und der Geological Society of America.
2008 erhielt er den Arthur-L.-Day-Preis für die Begründung der neuen Disziplin der chemischen Geodynamik, der Verwendung chemischer Signale und Isotope von Gesteinen, die mit dem Erdmantel verbunden sind zur Kartierung und Beschreibung der dynamischen Entwicklung des Erdinnern. 1997 erhielt er die Harry Hess Medal der American Geophysical Union. Für 2016 wurde ihm die William Bowie Medal zugesprochen.
1970 bis 1972 war er Mitherausgeber der Reviews of Geophysics und 1971 bis 1976 der Geochimica et Cosmochimica Acta und ab 1975 von Physics of Earth and Planetary Interiors. 1975/76 war er Vorsitzender des US Nationalkomitees für Geochemie.
Er ist seit 1980 verheiratet und hat drei Kinder.